# Charles Zidler

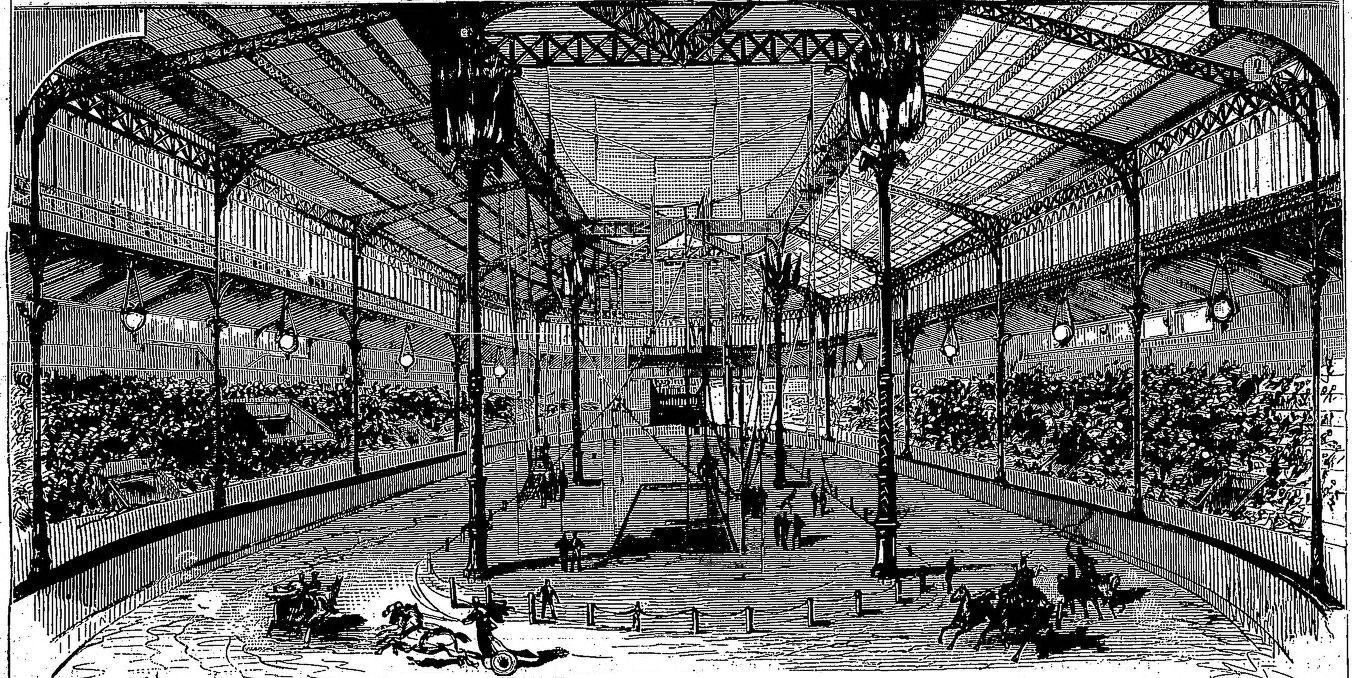
Hippodrome du pont de l'Alma

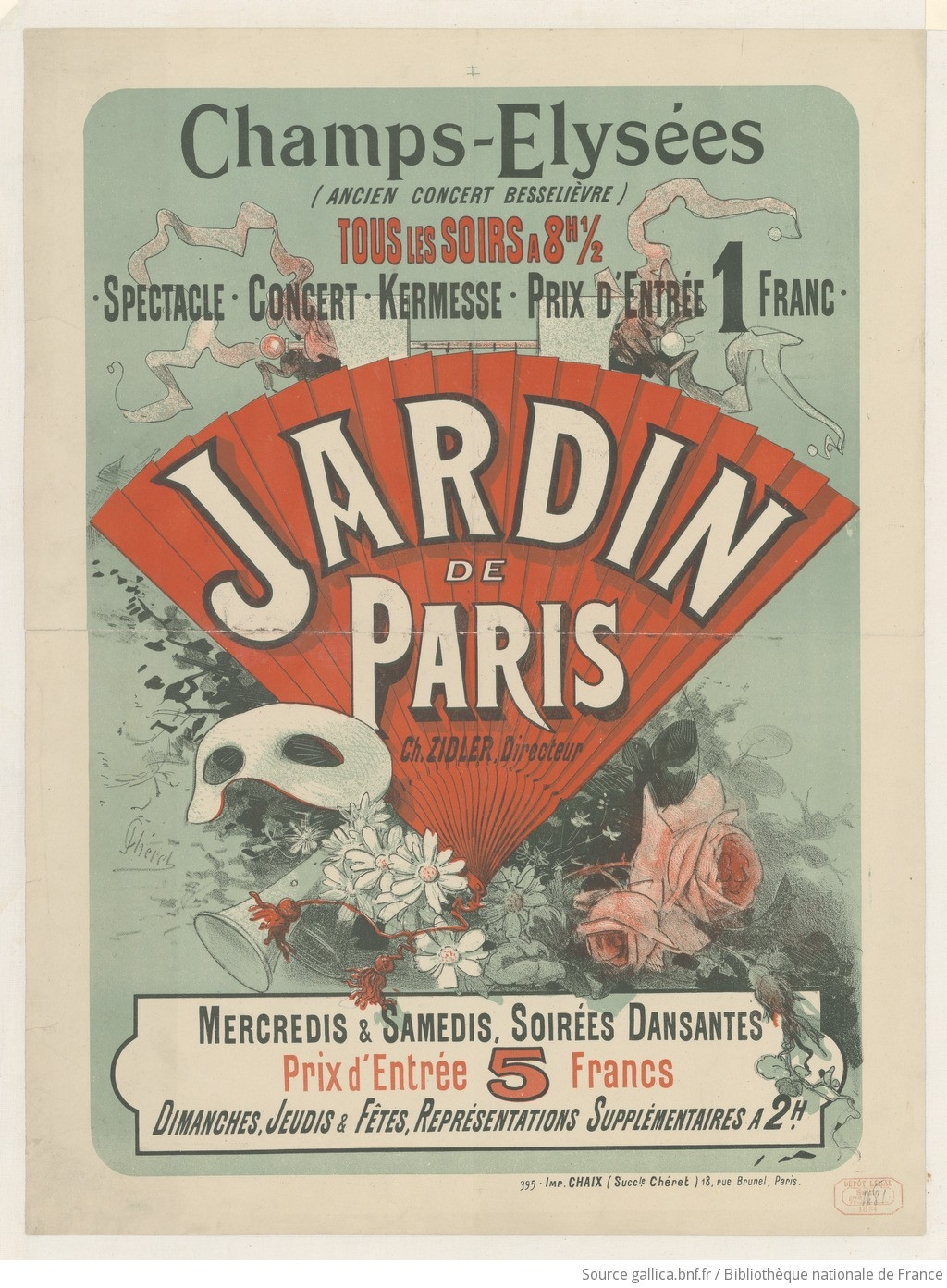
Jardin de Paris, 1885

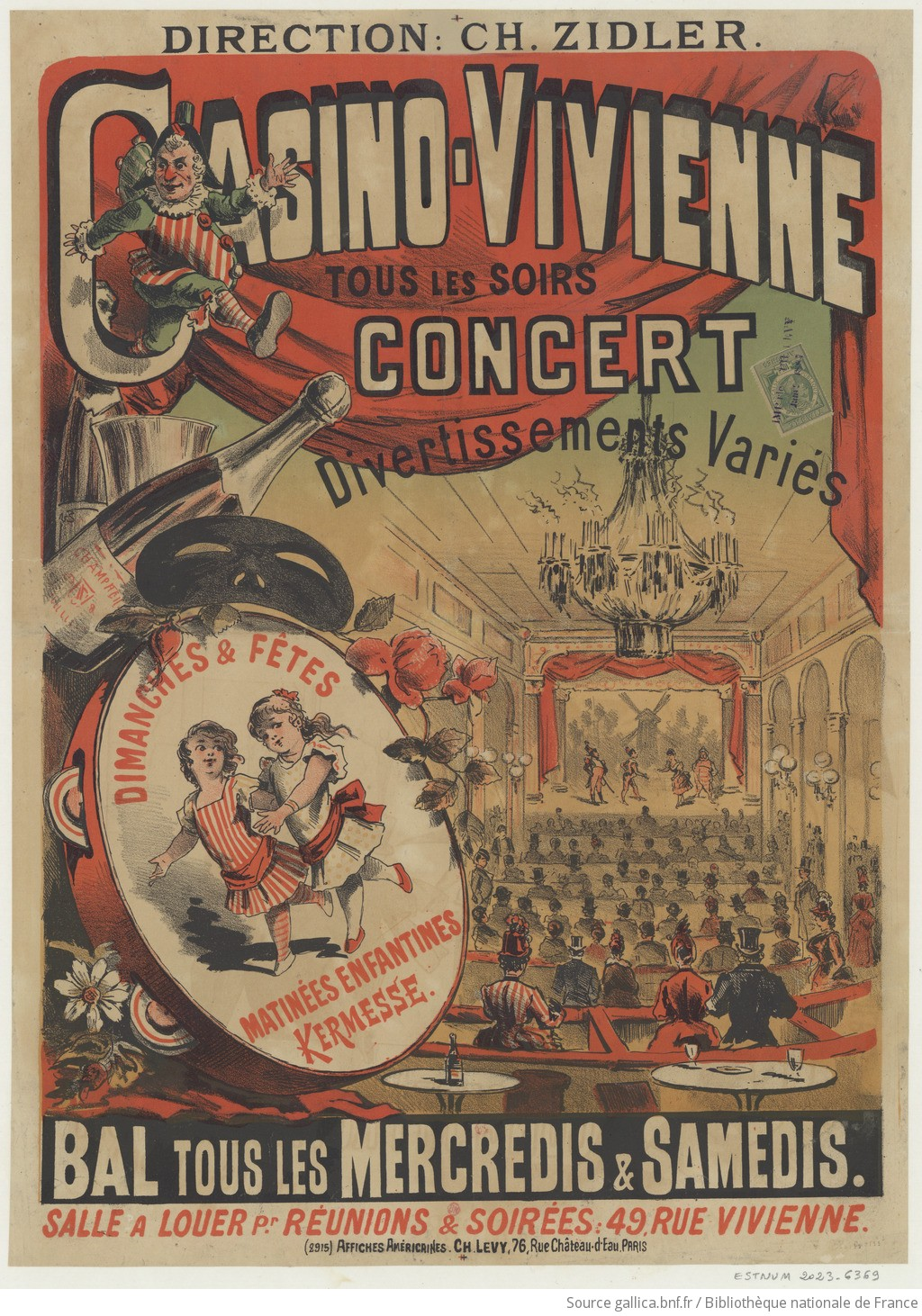
Casino-Vivienne

Montagnes russes, Boulevard des Capucines 28

Charles-Joseph Zidler is Franse impresario en ondernemer (Saint-Cloud, 29 december 1831 - Parijs, 10 november 1897), hij was een "self-made man" en mede-oprichter van de Moulin Rouge.

## Levensloop
Zidler was de zoon van de slager Pierre Louis Zidler (1801-1865) en Marie-Françoise Adèle Adam (1802-1885)
Eerst werkte hij als slagersknecht in het bedrijf van zijn vader later
toen hij 10 jaar was werkte hij als leerlooier aan de Bièvre in Parijs,
tegen de zin van zijn werkgever leerde hij lezen en schrijven.
Hij was lichamelijk niet sterk maar blonk uit in organiseren van met name feestjes en vermakelijkheden.
Hij trouwde met Jeanne Eugenie Raboisson (1835-1900), het echtpaar kreeg 2 zonen
Charles Zidler (1853-1853), Eugène Armand Zidler (1859-1938) en een dochter Louise Zidler (1859-1890).
Op 5 oktober 1866 werd het faillisement van Zidler (voormalig slager) uitgesproken en de scheiding (van goederen) met Jeanne werd bekrachtigd op 20 november 1866.
Op 18-jarige leeftijd begon hij een schoenenwinkel en organiseerde feesten en evenementen, hiermee maakte hij fortuin.
Na een ontmoeting met de financier Joseph Oller hield hij zich bezig met de organisatie van
evenementen en de bouw van gebouwen en voorzieningen daarvoor.
Op zaterdag 1 juni 1877 opende het "Hippodrome au pont de l'Alma", het was een geheel nieuw concept van
een overdekte renbaan met 6000 zitplaatsen, verlichting en een beweegbaar dak dat in 2 minuten kon worden geopend.
Er werden allerlei shows gegeven, bij de opening waren buitenlandse diplomaten en veel Parijse beroemdheden aanwezig.
Charles was directeur maar dat werd later overgedragen aan Hippolyte Houcke (1852-1925), die was de stamvader van de bekende circusfamilie (dompteurs en paardendressuur).
De activiteit van het hippodroom eindigde in 1892, toen de eigenaar van de grond het contract met de exploitanten
niet verlengde, omdat op het terrein paviljoens moesten komen voor de Wereldtentoonstelling van 1900.
In 1884 opende de "Jardin de Paris", op het terrein waar eerst het "Concert Besselièvre "was, het was een stuk grond van 70*30 m achter de later geopende Moulin Rouge.
De tuin was ingericht met bomen, struiken en bloemen met een terras en een klein overdekt podium.
Gedurende het zomerseisoen werden er tal van festiviteiten en shows georganiseerd.
De publiekstrekker was een 12 meter hoge olifant vervaardigd uit metaal en stucwerk die werd geplaatst in 1890 toen de Moulin Rouge was geopend.
De olifant was afkomstig van de Wereldtentoonstelling van 1889, in het inwendige was een klein theatertje met buikdanseressen,
alleen mannelijke bezoekers mochten voor 1 franc via een smalle wenteltrap in de linkerpoot naar het theaterje om de show te zien en opium te roken.
Op 6 januari 1887 opende het "Casino Vivienne" (voormalige "Salons Frascati") aan de rue Vivienne 46 met Zidler als directeur, het programma vermeld:
elke avond concert, promenade en diverse animaties, woensdag en zaterdag: fête de nuit, zon- en feestdagen, om twee uur: kindermatinee en kermis.
Joseph Oller importeerde in 1888 een houten achtbaan uit Engeland en werkte daarna samen met Zidler
om een achtbaan te bouwen op de binnenplaats aan de Boulevard des Capucines 28 vlak bij de Opéra Garnier.
De attractie werd "les Montagnes Russes" genoemd en werd door Zidler ontwikkeld tot de voorganger van het Pretpark.
In 1892 werd het bouwwerk op last van de prefect afgebroken in verband met brandgevaar.
De Moulin Rouge opende op 6 oktober 1889 haar deuren met Zidler als directeur, hij
trad in 1892 terug en werd opgevolgd door Joseph Oller.
Zidler was ook président van het "Comité des Fêtes carnavalesques Parisiennes".
Zidler overleed op 9 november 1897 aan de gevolgen van een herseninfarct, zijn uitvaart was vrijdagochtend 12 november om half negen in de kerk van Saint-Cloud,
waar hij ook werd begraven.
Op 10 januari 1898 werden in Hotel Drouot in Parijs schilderijen uit de nalatenschap van Zidler geveild met daaronder beroemde namen van Henri de Toulouse-Lautrec, Camille Pissarro,
Édouard Manet, Isaac van Ostade etc.

## Afbeeldingen

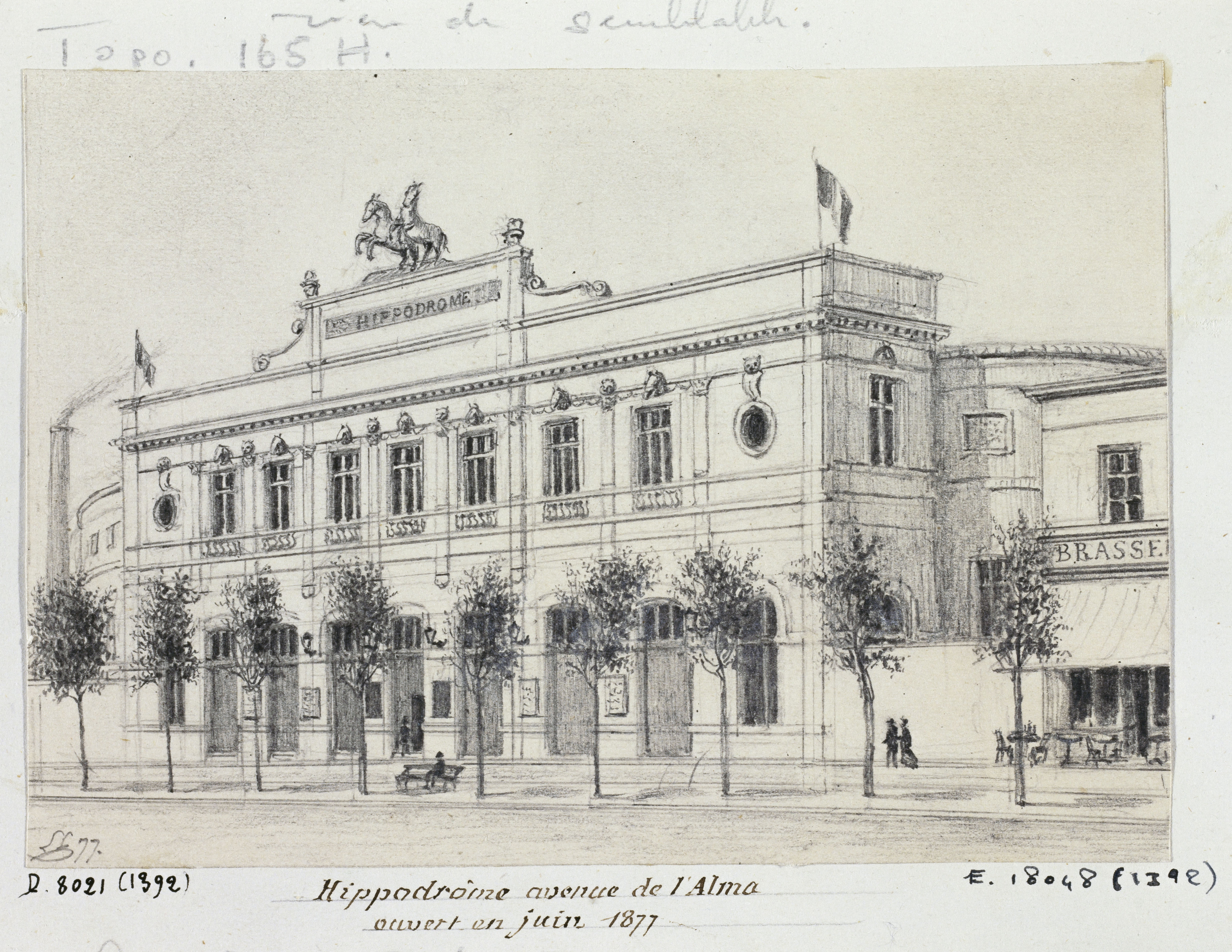
Hippodrome
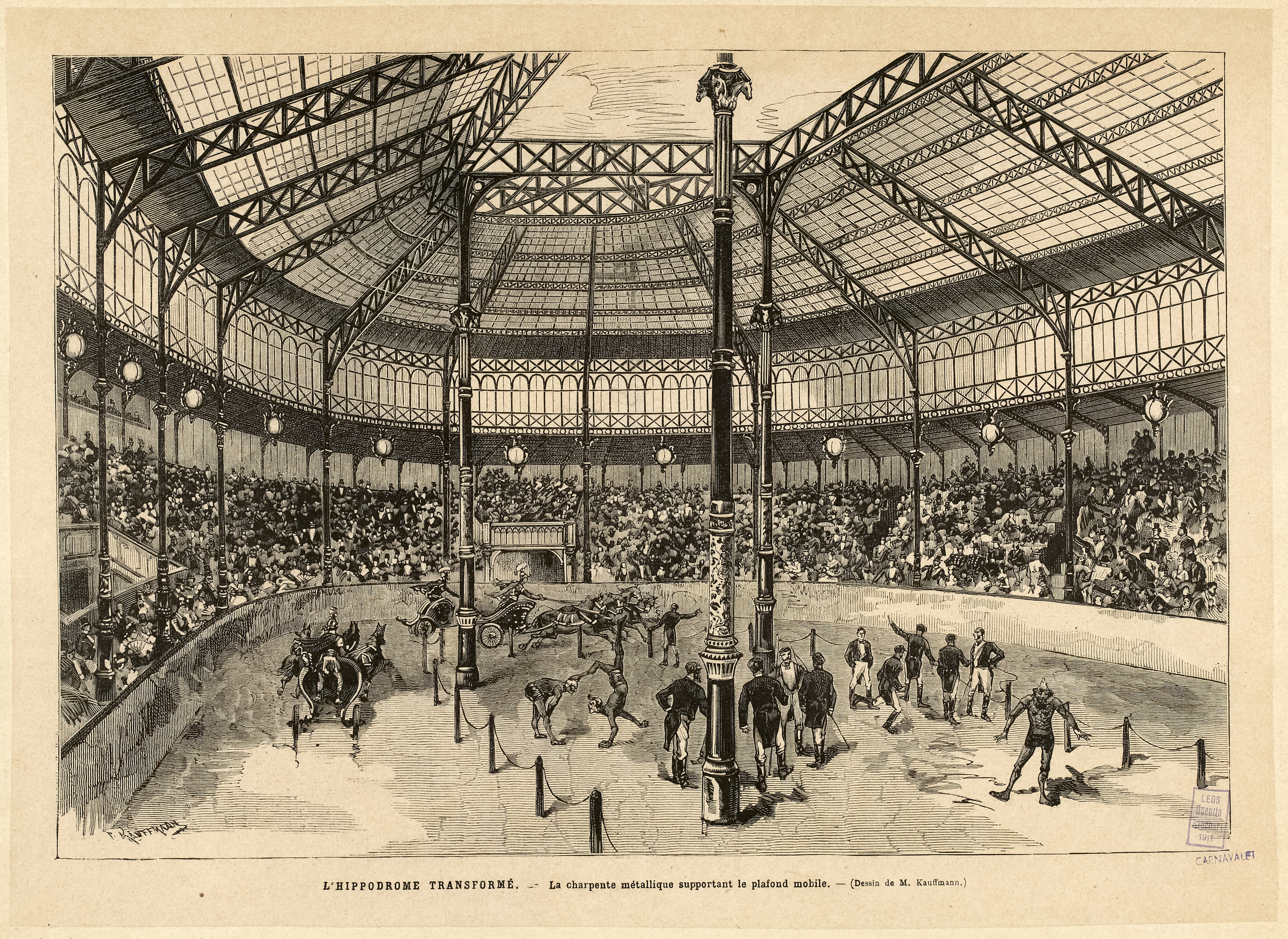
Hippodrome
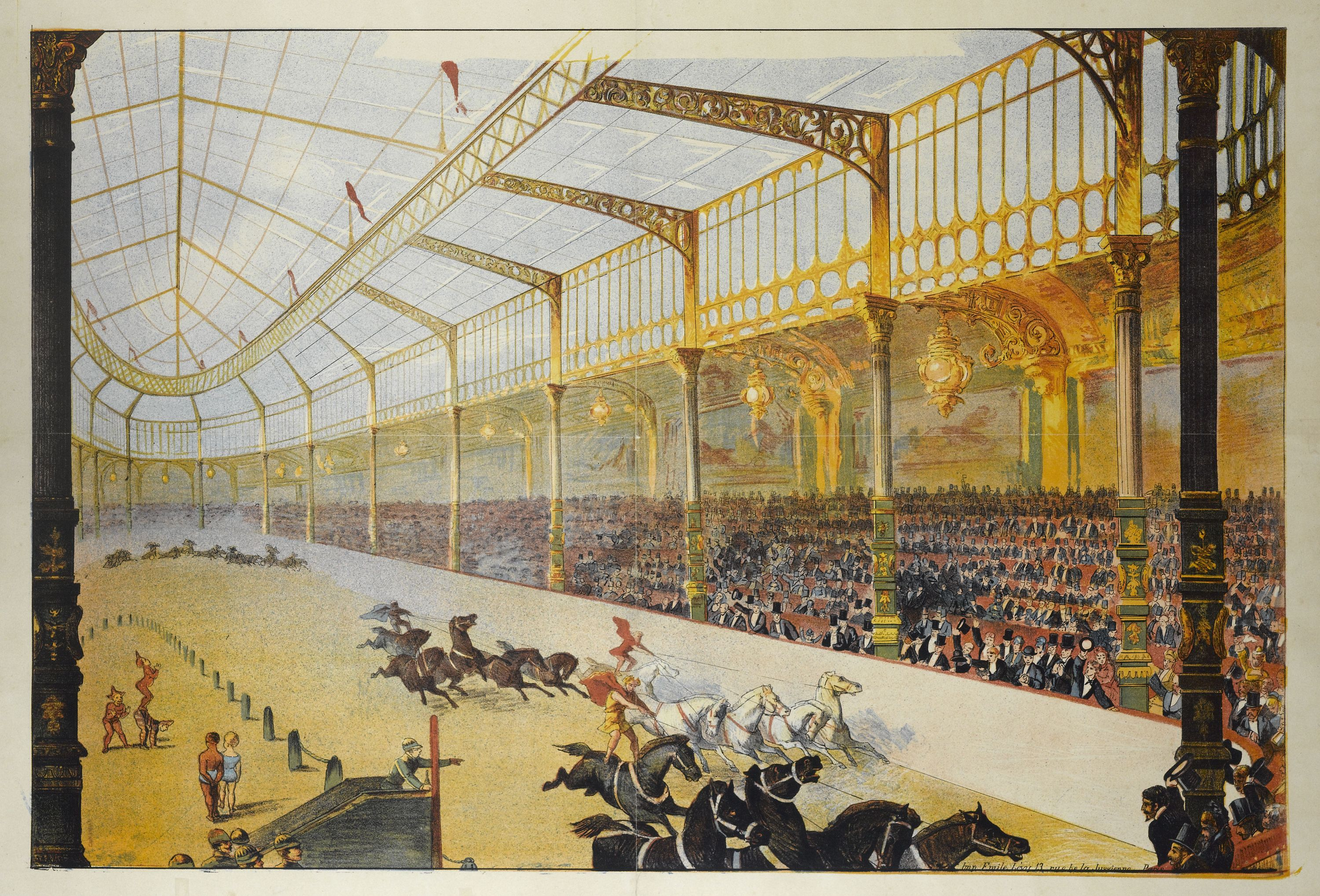
Intérieur Hippodrome
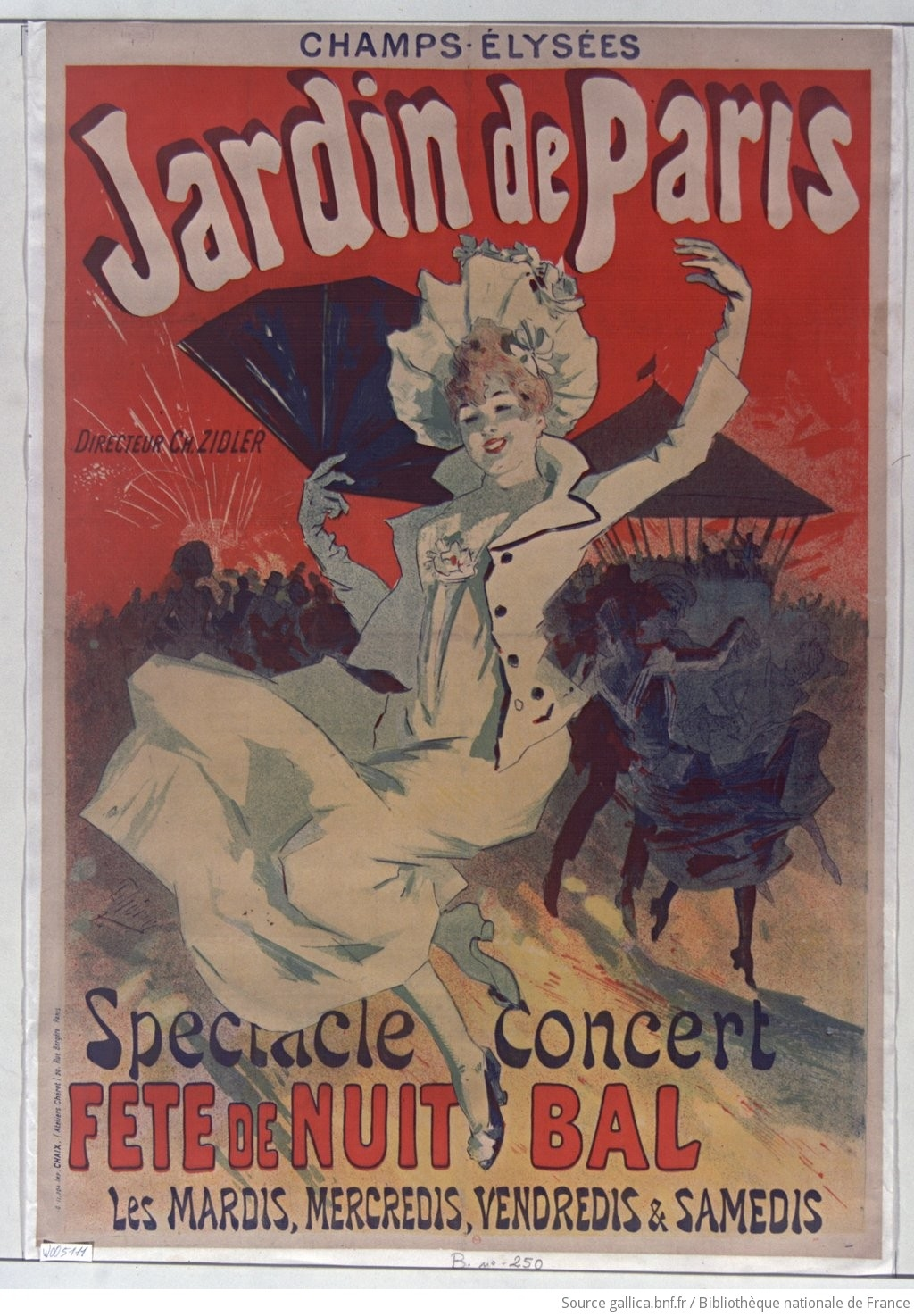
Jardin de Paris, 1885
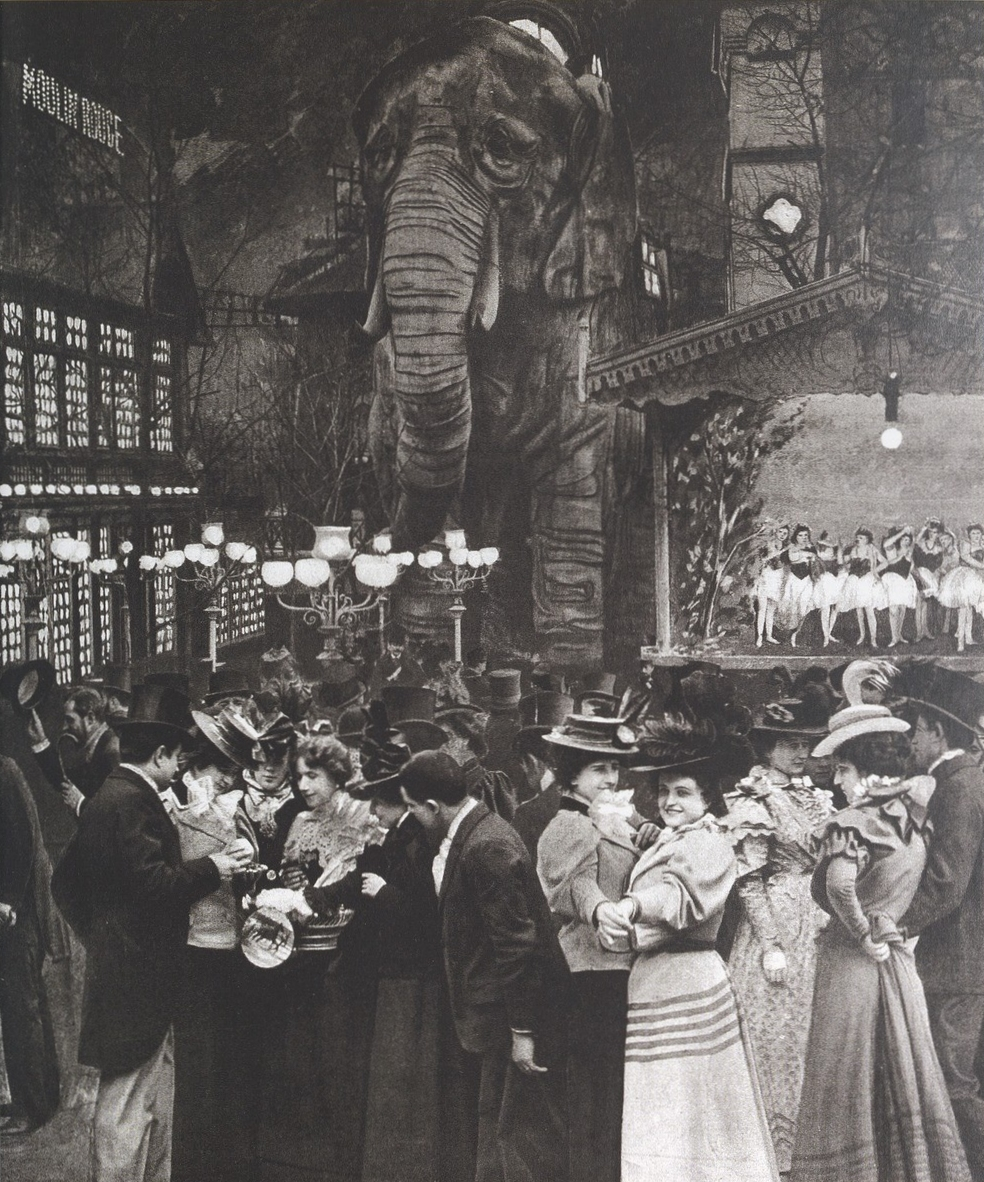
Éléphant, jardin Moulin Rouge
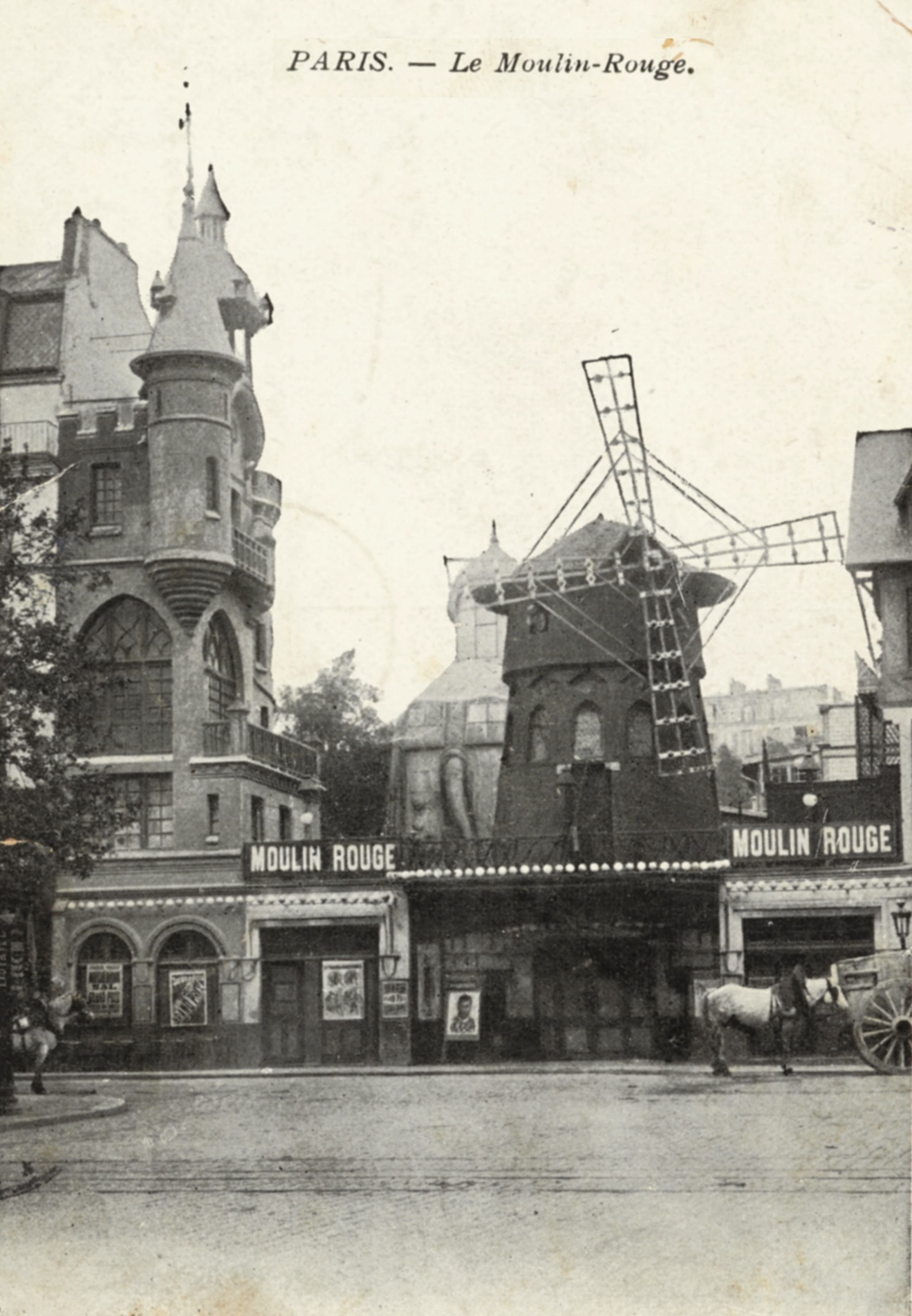
Moulin Rouge met in de tuin de olifant